# Paratachys vorax
Paratachys vorax är en skalbaggsart som beskrevs av Leconte 1851. Paratachys vorax ingår i släktet Paratachys och familjen jordlöpare. Inga underarter finns listade i Catalogue of Life.